# Fotbollsgalan 2010
Fotbollsgalan 2010 hölls i Malmö Arena i Malmö måndagen den 15 november 2010 och var den 16:e fotbollsgalan sedan premiäråret 1995. Nomineringarna till priserna presenterades tidigare under 2010. Direktsändande TV-bolag var TV4 medan Sveriges Radio P4 stod för radiosändningarna.

## Priser
| Pris                           | Nominerade | Vinnare                              |
| ------------------------------ | --- | ------------------------------------ |
| Årets tränare, herrar          | | Roland Nilsson                       |
| Årets tränare, dam             | | Martin Sjögren                       |
| Årets nykomling (herr)         | | Ivo Pękalski                         |
| Årets genombrott (dam)         | | Antonia Göransson                    |
| Årets forward, herr            | | Zlatan Ibrahimović                   |
| Årets forward, dam             | | Manon Melis                          |
| Årets mittfältare, herr        | | Pontus Wernbloom                     |
| Årets mittfältare, dam         | | Caroline Seger                       |
| Årets back, herr               | | Olof Mellberg                        |
| Årets back, dam                | | Charlotte Rohlin                     |
| Årets målvakt, herr            | Johan Dahlin – Malmö FF Pär Hansson – Helsingborgs IF Andreas Isaksson – PSV Eindhoven Johan Wiland – FC Köpenhamn                        | Johan Wiland                         |
| Årets målvakt, dam             | Kristin Hammarström – KIF Örebro Thora Helgadóttir – LdB FC Malmö Hedvig Lindahl – Kopparbergs/Göteborg FC Sofia Lundgren – Linköpings FC | Sofia Lundgren                       |
| Årets allsvenska spelare, herr | | Alexander Gerndt                     |
| Årets allsvenska spelare, dam  | | Manon Melis                          |
| Fotbollskanalens hederspris    | - |                                      |
| Årets domare                   | | Jenny Palmqvist Markus Strömbergsson |
| Årets skyttekung               | |                                      |
| Årets skyttedrottning          | |                                      |
| Fair Play                      | |                                      |
| Årets Mål                      | | Linus Hallenius                      |
| Diamantbollen                  | - | Therese Sjögran                      |
| Guldbollen                     | - | Zlatan Ibrahimović                   |

## Jury

### Herrjury
Kandidaterna till herrpriserna har utsetts av en jury bestående av:
- Erik Hamrén (förbundskapten) och Jörgen Lennartsson (förbundskapten U21), Svenska Fotbollförbundet
- Stefan Lundin, SEF
- Per Ågren, SFS
- Kalle Flygar, SFT
- Ola Wenström, Viasat
- Ralf Edström, Sveriges Radio
- Patrick Ekwall, TV4
- Jens Fjellström, CANAL+

Mikael Santoft, Svenska Fotbollförbundet, har varit sammankallande.

### Damjury
På damsidan har juryn bestått av:
- Thomas Dennerby (förbundskapten) och Magnus Wikman, Svenska Fotbollförbundet
- Susanne Erlandsson, EFD
- En Perlskog, krönikör svenskfotboll.se
- Anette Börjesson, Sveriges Radio
- Malin Swedberg, TV4
- Daniel Kristiansson, TV4

Mikael Santoft, Svenska Fotbollförbundet, har varit sammankallande.

## Artister
- Hoffmaestro
- Magnus Carlson
- Joel Alme
- Svante Thuresson

### Fotnoter
1. ↑  Fotbollsgalan på Svensk mediedatabas
2. ↑  Fotbollsgalan på Svensk mediedatabas
3. ↑  Svenska Fotbollförbundet (15 november 2010). ”Årets domare: Palmqvist och Strömbergsson” (på svenska). Pressmeddelande.  Läst 7 juli 2011. Arkiverad från originalet den 2021-08-28.